# Flask
Flux Advanced Security Kernel (FLASK) — архитектура безопасности операционной системы, которая обеспечивает гибкую поддержку политик безопасности. Прототип архитектуры FLASK был реализован в исследовательской операционной системе Fluke. Некоторые компоненты и интерфейсы Flask были позже портированы из прототипа Fluke в OSKit. Архитектура Flask была реализована для операционной системы Linux (Security-Enhanced Linux, SELinux) для того, чтобы передать технологию многочисленным сообществам пользователей и разработчиков.
В настоящее время архитектура Flask является основой для технологий реализации систем принудительного контроля доступа, таких как Security-Enhanced Linux (SELinux), OpenSolaris FMAC и TrustedBSD.

## История Flask
В 1992 и 1993 годах исследователи Агентства национальной безопасности США и Secure Computing Corporation (SCC) работали над реализацией Distributed Trusted Mach (DTMach), отпрыском проектов TMach и Lock. DTMach интегрировал генерализацию Type Enforcement (TE) — гибкого механизма доступа в микроядро. Проект DTMach позже был продолжен в проекте Distributed Trusted Operating System (DTOS). В свою очередь, после внесения усовершенствований проект DTOS дал рождение прототипу, переданному университетам для исследований. Кроме того результатом проекта DTOS стал отчёт — формальная спецификация системы, включающий в себя: анализ политик безопасности и их характеристик, научные работы о безопасности, assurability и composability techniques операционных систем, основанных на микроядре.
После завершения проекта DTOS результаты его работы были использованы в другом проекте АНБ, SCC и Университета Юты — проекте Flux, задачей которого было перенести архитектуру безопасности DTOS в исследовательскую операционную систему Fluke. В процессе интеграции архитектуры в Fluke, она была улучшена для поддержки динамических политик безопасности. Эта улучшенная архитектура была названа Flask. Некоторые интерфейсы и компоненты Flask впоследствии были перенесены из Fluke в OSKit.
Конечным итогом исследований стала реализация архитектуры Flask для операционной системы Linux в SELinux, выполненной Агентством национальной безопасности США, передавшим технологию многочисленным сообществам пользователей и разработчиков. Другими основными участниками проекта SELinux являются: NAI Labs, Secure Computing Corporation и MITRE.